# Feeling This
"Feeling This" é um single da banda estadunidense Blink-182, lançado dia 2 de dezembro de 2003 pela gravadora Geffen Records.

## Faixas

### CD[3]
1. "Feeling This"
2. "Violence"
3. "The Rock Show" (ao vivo em Chicago)
4. "Carousel" (ao vivo em Chicago)

### Vinil (7 polegadas)[6]
1. "Feeling This"
2. "Violence"

### DVD[7]
1. "Feeling This"
2. "Stockholm Syndrome"
3. "Behind the Scenes with Blink-182"